# Galeatus affinis
Galeatus affinis är en insektsart som först beskrevs av Herrich-schaeffer 1835.  Galeatus affinis ingår i släktet Galeatus och familjen nätskinnbaggar. Inga underarter finns listade i Catalogue of Life.